# Vienna Standard Mean Ocean Water
O padrão Vienna Standard Mean Ocean Water (VSMOW) é um padrão de água que define a composição isotópica da água doce. Foi promulgado pela Agência Internacional de Energia Atômica, em 1968, e, desde 1993, continua a ser avaliado e estudado pela AIEA, juntamente com o Instituto Europeu de Referência de Materiais e Medições e do Instituto Nacional Americano de Padrões e Tecnologia. A norma inclui os valores estabelecidos de isótopos estáveis encontrados em águas e materiais de calibração providos para padronização e comparação interlaboratorial dos instrumentos utilizados para medir esses valores em materiais experimentais.